# Bladmossor
Bladmossor (Bryophyta) är en division landväxter med ett stort antal arter; det gröna och mjuka i skogen och på fuktiga berghällar. Bladmossorna har små blad med "nerv", vilket inte är ett äkta kärl, utan en förtjockning av mitten av bladytan. Mossvetenskap kallas bryologi.

## Utseende och byggnad
En bladmossas stam är odelad eller grenig, oftast bladrik. De är ibland förankrade i marken med rotliknande trådar (rhizoider). Egentliga rötter saknas, men rhizoider som växer ut från stjälkar kan göra tjänst som ett slags förgroddar, som nya individer kan växa ut från. Bladen är täckta av vaxskikt och har porer, som i motsatt till kärlväxternas klyvöppningar inte kan stängas. Vatten och däri lösta näringsämnen tas upp direkt via bladen. Eftersom mossor saknar inre stöd och kärlsträngar som transporterar vatten, är de alltid lågvuxna. De förekommer i regel i fuktiga miljöer, men en mossa kan tåla långvarig torka utan att cellerna tar skada. I synnerhet vitmossa har stor förmåga att ta upp vatten. Bladen är oftast bildade av ett cellager med eller utan nerver. Akrokarpa mossor växer upprätt och är inte mycket förgrenade. De har sin sporkapsel i toppen. Pleurokarpa mossor är förgrenade, nedliggande och har sina sporkapslar i grenvecken.

## Fortplantning
Fortplantningen sker då marken är våt. Könsorganen är anteridier (hanorgan) och arkegonier (honorgan). De kan förekomma på samma eller på skilda individer. De sitter i spetsen av stjälkarna och är omslutna av speciellt formade, tätare stående blad. Anteridierna ("sädesgömmena") är skaftade, ägg- eller klubbformiga och innehåller i var och en av de kubiska celler som fyller antheridiets inre hålighet, två något vridna spermatozoider, som är rörliga i vatten med hjälp av två cilier som sitter nära spetsen. Sädescellens andra ände (den "bakre") är vanligen något klubblik. 

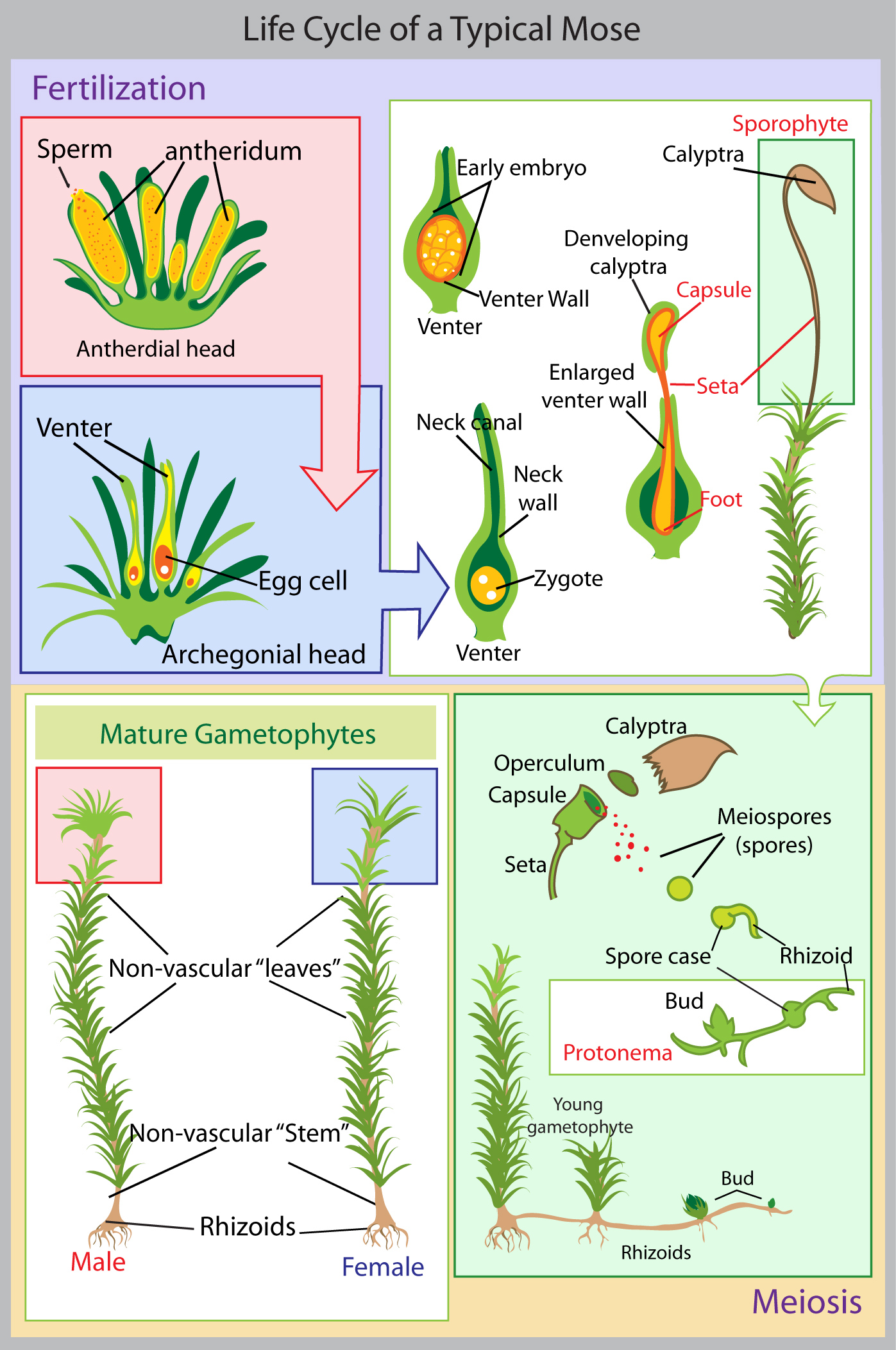
Mossornas livscykel

När det mogna anteridiet fuktas av regn eller dagg, vilket är nödvändigt för befruktningens verkställande, öppnar det sig, och innehållet kastas ut, varvid spermatozoiderna befrias ur modercellerna och överförs till arkegonierna. De är till formen flasklika och omsluter i nedre delen den rundade äggcellen. I arkegoniets hals finns några celler ("kanalceller"), som övergår till slem som, påverkat av fuktighet, sväller och spränger arkegoniets av endast ett cellager bildade hals i dess spets. Därefter uppfångar slemmet, som sitter kvar i mynningen, spermatozoiderna och leder dem ned till äggcellen. De har alltså samma funktion som det klibbiga märket och den ledande vävnaden hos blomväxters pistiller. Med befruktningen är den första, den könliga generationen, gametofyten, hos mossor avslutad. Den andra, den könlösa generationen, sporofyten, som är ett resultat av befruktningen, börjar med bildandet av ett embryo genom en regelbunden delning av den befruktade äggcellen. Detta embryo växer sedan ut till ett sporgömme (sporogon), som sitter kvar på moderväxten och helt eller delvis hämtar sin näring från denna, medelst en "fot", som tränger ned i moderväxtens vävnad. Från foten växer ett kortare eller längre skaft upp. Det bär upp det egentliga sporgömmet. Detta har form och utseende av en kapsel som öppnar sig på olika sätt hos olika familjer bland mossorna. Kapseln hos bladmossorna har klyvöppningar, som saknas hos de delar som hör till den första generationen. 
Sporerna bildas 4 och 4 i varje modercell och ligger ordnade tetraedriskt. De frigörs genom upplösning av modercellens väggar. Deras innehåll är protoplasma med stärkelse och olja som reservnäring. Sporväggen består av en brun eller gulaktig ytterhinna (exosporium), som stöts bort vid groningen, och en färglös innerhinna (endosporium), som växer ut och genom celldelning bildar förgrodden. Från en liten förgrodd (protonema, protallium), som utvecklas ur den groende sporen och hos bladmossorna liknar en grenig algtråd med snett ställda tvärväggar och kloroplaster i den åt ljuset vända sidan. Hos vitmossorna (Sphagnum) är förgrodden bladlik om den utvecklas på jord, men trådlik, om den växer i vatten.

### Dvärghannar
Mossdvärghannar kommer från hansporer som landar och gror på honskottet där de inte blir mer än några få millimeter höga. Hos vissa arter blir alla hannar dvärgar men hos de flesta arter är det så att hansporer som landar på honor blir dvärgar och om de landar någon annanstans blir de lika stora som honorna. Detta tyder på att honan utsöndrar något ämne som hindrar tillväxten av hannar och kanske också skyndar på könsmognaden. Det är okänt vad ett sådant ämne skulle kunna vara men eventuellt är växthormonet auxin inblandat. 
Att ha hannarna som minimala epifyter på honorna tros öka chansen för befruktning eftersom avståndet mellan de honliga och hanliga sexuella organen minimeras. Hos flera arter (med dvärghannar) har man också sett att befruktningen ökar om det finns många dvärghannar i närheten.
Dvärghannar återfinns i flera obesläktade mossgrupper och har visat sig vara vanligare än man förut trott. Till exempel uppskattar experter att mellan en fjärdedel och hälften av alla dioika pleurokarpa (mattbildande) mossor har dvärghannar.

## Ekologi och utbredning
Mossorna har stor betydelse för ekologin. De täcker fjällväggar, klippor och stenar, samt marken i barrskogar och tar upp och håller kvar fuktigheten. De fyller kärren och torvmossar är bildade av vitmossor. 

## Användning
Förr användes mossor för att täta mellan stockarna i timmerväggar (till exempel husmossa, Hylocomium splendens). Mossor kan användas som indikatorer på miljötillstånd i bland annat vattendrag.

## Bildgalleri

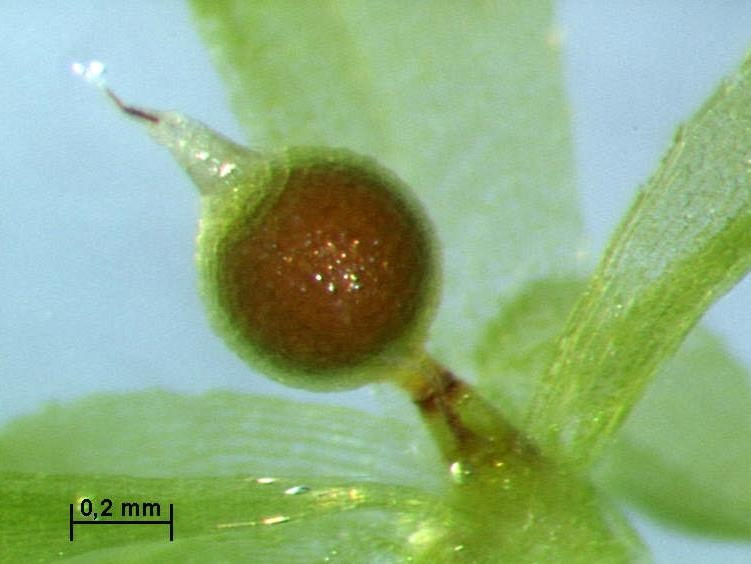
Sporofyt av mossan Physcomitrella patens.
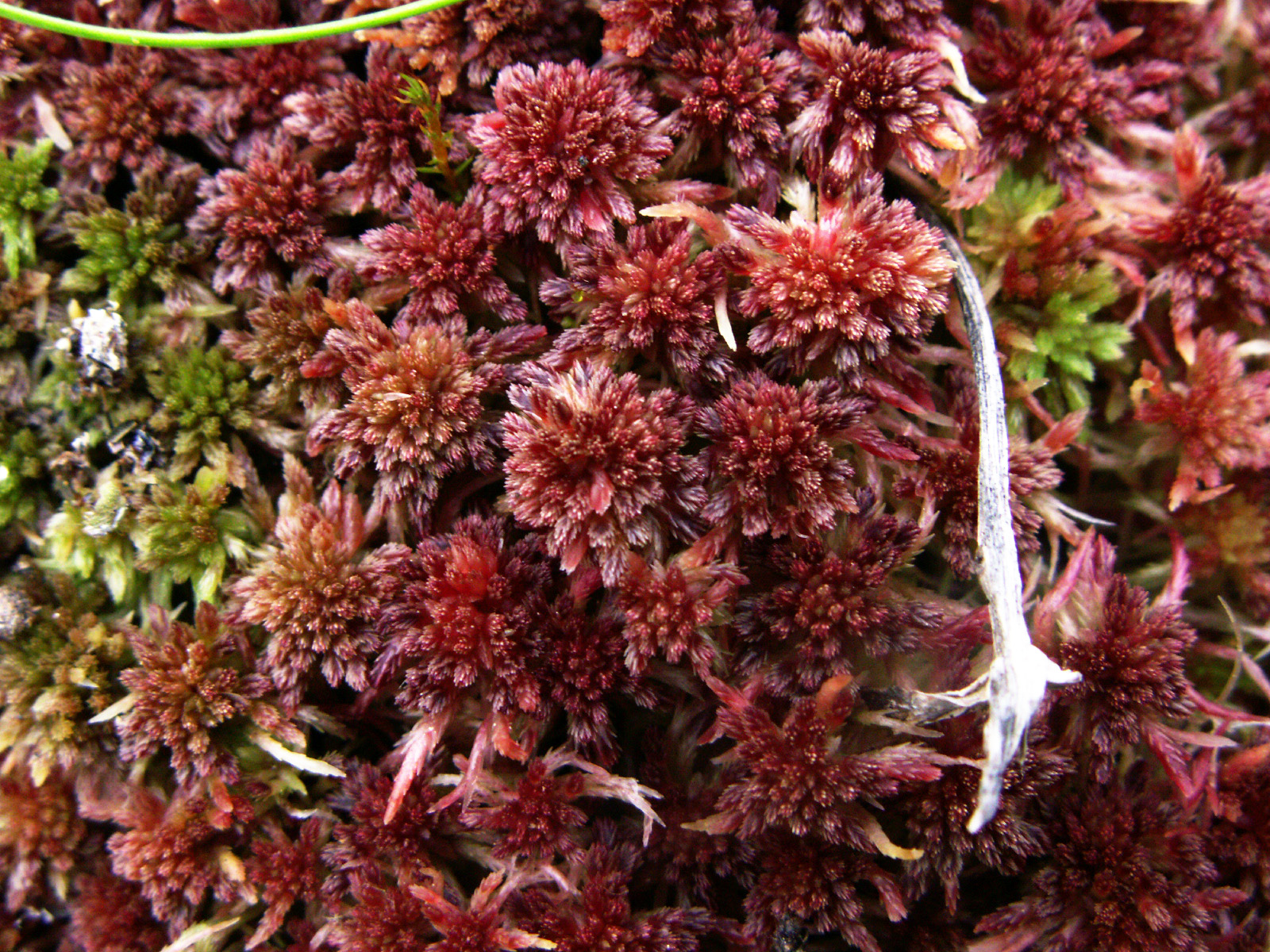
Sphagnum rubellum - en sorts vitmossa.
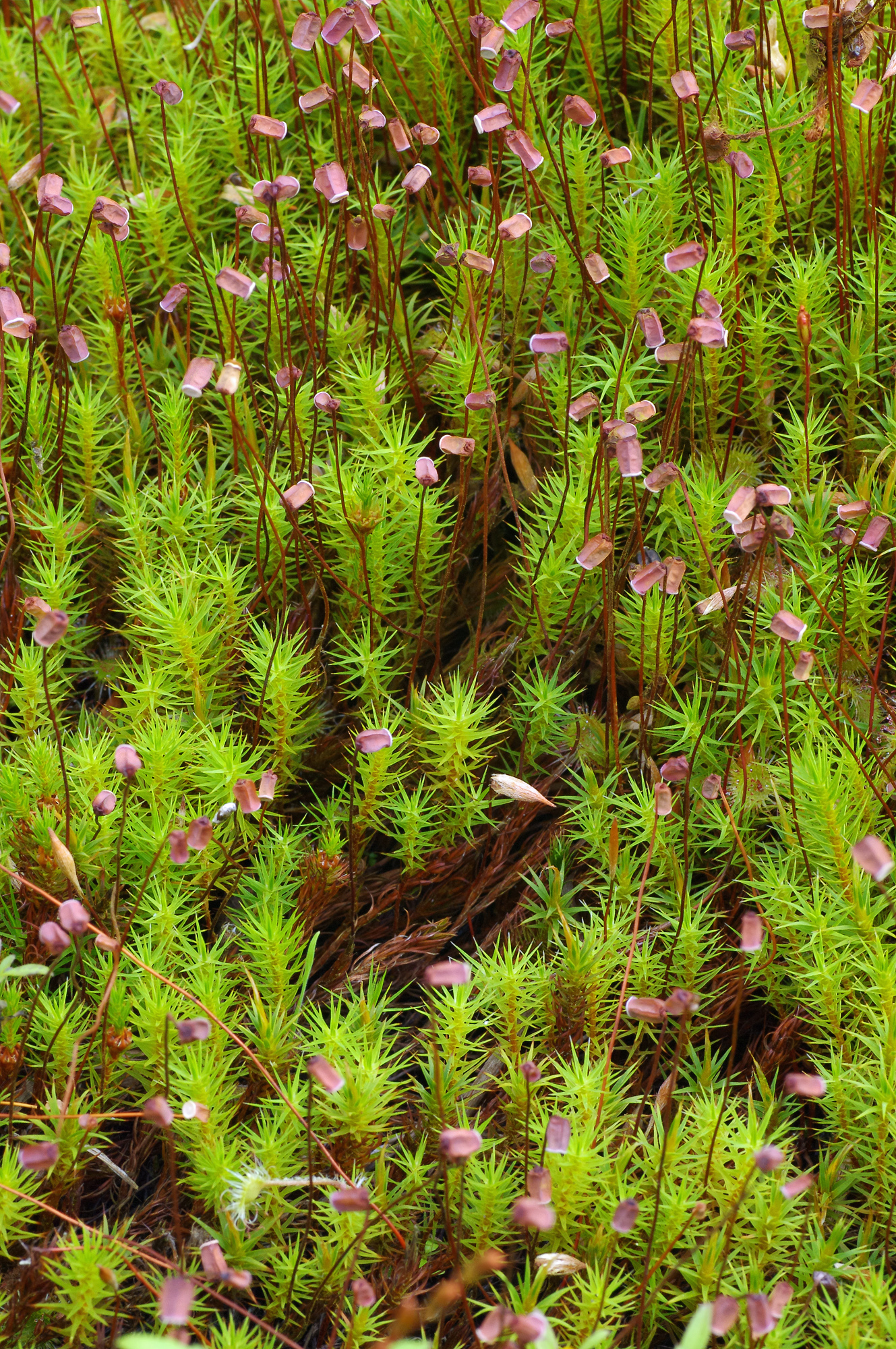
Björnmossa, Polytricum esp.
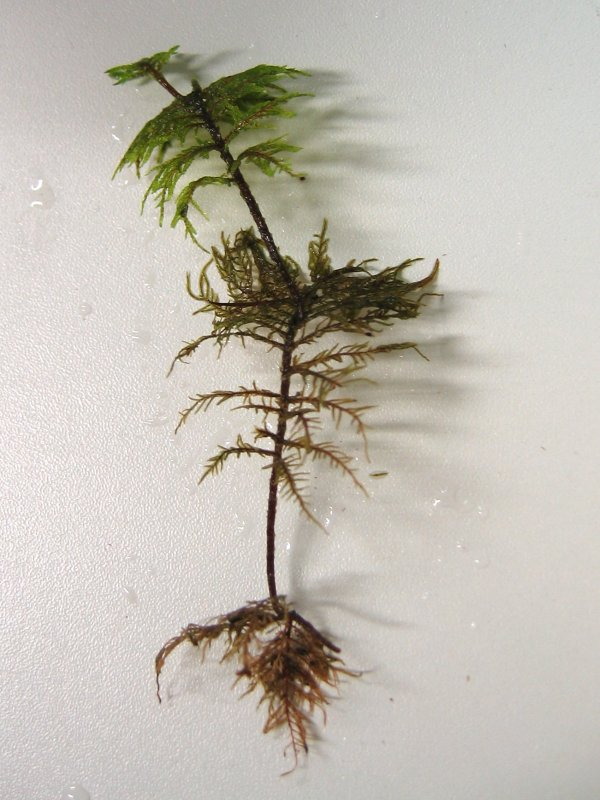
Husmossa (Hylocomium splendens).
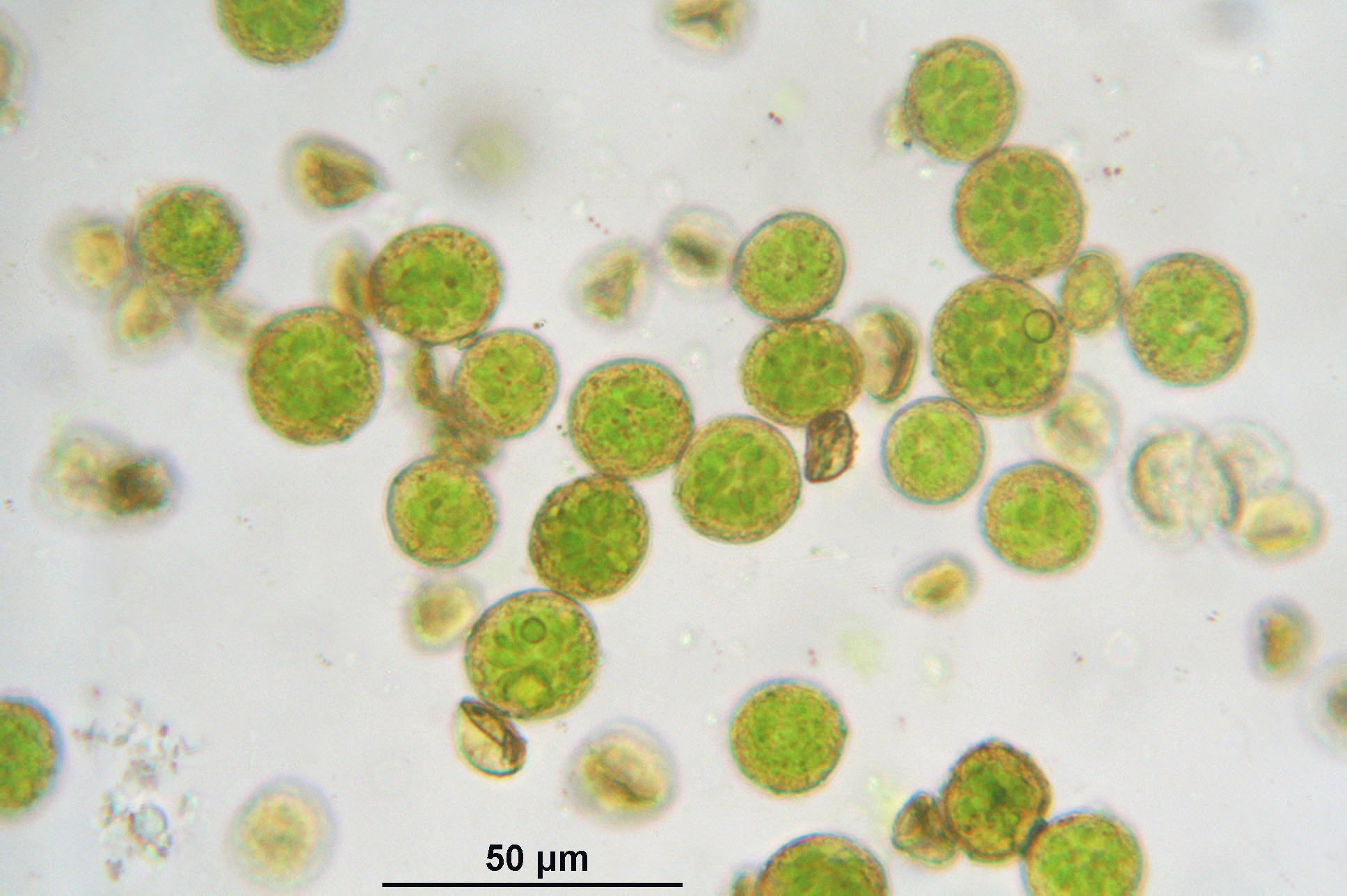
Sporer från Palmmossa (Climacium dendroides).